# 伊藤正視
伊藤 正視（いとう まさみ、1941年9月20日 - ）は、日本の経営者。伊藤ハム社長を務めた。

## 来歴・人物
兵庫県神戸市出身。1964年に慶應義塾大学商学部を卒業し、同年に伊藤ハムに入社。1970年に取締役に就任し、1977年5月に常務、1986年3月に専務を経て、2002年10月に社長に就任。2006年5月に取締役に降格。